# 小林郵便局
小林郵便局（こばやしゆうびんきょく）は宮崎県小林市にある郵便局。民営化前の分類では集配普通郵便局であった。

## 概要
住所：〒886-8799 宮崎県小林市本町40

### 分室
分室はなし。過去に存在した分室は以下のとおり。
- 保険分室 - 1952年（昭和27年）に廃止。簡易保険および郵便年金のみ取扱。

## 沿革
- 1873年（明治6年） - 小林郵便取扱所として開設[1]。
- 1875年（明治8年）1月1日 - 小林郵便局（五等）となる。
- 1885年（明治18年）5月1日 - 為替・貯金取扱を開始。
- 1895年（明治28年）3月28日 - 小林郵便電信局となる。
- 1903年（明治36年）4月1日 - 通信官署官制の施行に伴い小林郵便局となる。
- 1951年（昭和26年）9月8日 - 小林市大字細野字西旭通に、保険分室を設置[2]。
- 1952年（昭和27年）12月13日 - 保険分室を廃止。
- 1956年（昭和31年）10月11日 - 電話通話および和文電報受付事務の取扱を開始。
- 1991年（平成3年）10月1日 - 外国通貨の両替および旅行小切手の売買に関する業務取扱を開始。
- 2007年（平成19年）10月1日 - 民営化に伴い、併設された郵便事業小林支店に一部業務を移管。
- 2012年（平成24年）10月1日 - 日本郵便株式会社発足に伴い、郵便事業小林支店を小林郵便局に統合。
- 2016年（平成28年）9月12日 - 須木郵便局から集配業務を移管。

## 取扱内容
- 郵便、印紙、ゆうパック、内容証明
- 貯金、為替、振替、振込、国際送金、外貨両替・トラベラーズチェック、国債、投資信託
- 生命保険、バイク自賠責保険、自動車保険
- ゆうちょ銀行ATM
- 小林市内の一部地域の集配業務
- ゆうゆう窓口

## 周辺
- 小林市役所
- 小林市文化会館
- 宮崎県立小林高等学校
- 小林市立小林小学校
- 国道221号

## アクセス
- JR吉都線（えびの高原線） 小林駅から北西へ約400m（徒歩約4分）
- 宮崎交通バス 郵便局前停留所下車
- 宮崎自動車道 小林ICから北東へ約5km
- 駐車場あり：11台